# Love on the Side
Love on the Side (USA-DVD-Titel; in Kanada: Deluxe Combo Platter) ist US-amerikanischer Spielfilm von Vic Sarin aus dem Jahr 2004.

## Handlung
Eve Stuckley lebt in einer Kleinstadt und arbeitet als Kellnerin im „Hog-Chow Diner“. Sie lebt mit ihrem Bruder Chuck in einem Haus, malt in ihrer Freizeit Bilder und träumt von einem Studium an einer New Yorker Kunsthochschule. Seit Jahren ist sie in den gut aussehenden Jeff Sweeney verliebt, der aber ist ein Frauenheld und empfindet für Eve nichts besonders. Eines Tages erscheint die attraktive Geschäftsfrau Linda Avery im „Hog-Chow Diner“, die von Eve fasziniert ist. Sie lädt sie abends in die Bar ein, in der Jeff an der Theke arbeitet. Linda und Eve trinken und lachen viel, und auf der Toilette gibt Linda Eve den ersten Kuss. Nachdem Jeff merkt, dass er bei Linda keine Chancen hat, versucht er Eve vor der Lesbe zu „retten“. Er lädt sie zum Essen ein, schenkt ihr eine Kette, ist aufmerksam und sagt ihr, dass sie „nice“ wäre. Für Eve ist das zu wenig. Wütend reißt sie die Jeff-Fotos von ihrem Spiegel, weil sie sich von dieser unerfüllten Liebe lösen will. Gleichzeitig trifft sie sich regelmäßig mit Linda, die das Hotelzimmer Nr. 201 bewohnt. Für Eve ist Linda der erste Mensch, der sich für sie interessiert, ihr Komplimente macht und sie wirklich zu lieben scheint. Bei einem Besuch in Eves Haus macht Linda ihre Brust frei. Als sie merkt, wie überrascht Eve ist, erklärt sie ihr, sie wolle nur von ihr nackt (topless) gemalt werden, was Eve gern tut. Dabei werden sie von Jeff und Chuck überrascht.
Dem Besitzer des „Hog-Chow Dinner“, dem Polen Len erzählt Linda, dass sie ihren Vater schon 10 Jahre nicht mehr gesehen und nicht gesprochen hat, weil er nicht verkraften konnte, dass sie lesbisch ist. Len rät ihr, ihn anzurufen, worauf Linda mit ihrem Vater eine freundliche Unterhaltung führt. Später hat Linda am Handy Streit mit ihrem Chef und wirft das Handy vor Wut aufs Dach des Hog-Chow Dinner. Eines Tages fällt Len tot um, weshalb Eve und ihre Kollegin Alma um ihren Job fürchten. Linda hört auf dem Dach ihr Handy klingeln. Sie klettert nach oben und hält sich dabei an einem Plastikschwein fest, das dort oben als Restaurant-Logo angebracht ist. Plötzlich bricht von dem Schwein ein Stück ab und im Inneren kommt sehr viel Geld zum Vorschein kommt. Linda bringt das Geld ins Lokal – jetzt kann sich Eve das Studium in New York leisten. Das bedeutet jedoch, dass Eve ihre Beziehung zu Linda aufgeben muss. Als sie Linda ihre Entscheidung überbringen will und nicht weiß, wie sie es am besten sagen soll, kommt plötzlich eine andere Frau aus Lindas Bad. Linda hat also jemanden gefunden und die drei lachen darüber.
Jeffs Interesse für Eve wächst ständig. Was am Anfang nur wie eine Kraftprobe gegenüber Linda und Eroberungslust aussah, scheint sich in Liebe entwickelt zu haben. Er hängt die Bilder von blonden schlanken Frauen von seinem Spiegel ab, denn ihm ist klar, dass er ein Macho war. Er verbringt eine Nacht mit Eve und sie fragt Jeff, ob er mit nach New York kommen will. Doch wie er es als Macho gewöhnt ist, meint er nun: „ich oder New York“ und fährt weg. Er überlegt es sich aber anders und reist ihr nach New York hinterher, um bei ihr zu bleiben.
Linda übernimmt mit ihrer neuen Freundin – einer Bekannten von Eve – das Restaurant und nennt es in „Hen House Dinner“ um, um auf die weiblichen Inhaberinnen anzuspielen. Linda findet außerdem Hühnerfleisch gesünder.

## Zwischenszenen
Zwischen den einzelnen Filmabschnitten sieht man – schwarz-weiß – einen Kino-Eingang und davor einen Mann wie er die Buchstaben für den jeweiligen Abend an der Leuchttafel anbringt. Z. B. „It Started with a Kiss“ oder „Follow That Dream“. Am Ende des Films sieht man die Szene in Farbe. Der Kino-Mann hat gerade „The happy Ending“ angehängt. Sein Freund fährt mit einem roten Wagen vor. Der Kino-Mann steigt ein. Sie küssen sich auf den Mund.

## Kritiken
variety.com wertete: „‚Deluxe Combo Platter‘ ist eine romantische Komödie, die so altbacken und unvergesslich ist wie ihr Fast-Food-Titel. Obwohl die bekannte Geschichte der Autorin Brigitte Talevski und des Regisseurs Vic Sarin von einem heimeligen Mädchen, das sich nach der Zuneigung des örtlichen Frauenschwarms sehnt, zweifellos bei einem bestimmten Segment des Filmpublikums Anklang finden wird, scheint dieser „Platter“ immer noch am ehesten draußen serviert zu werden seine Heimat Kanada auf dem kleinen Bildschirm.“
Ken Eisner schrieb eine Kinokritik bei straight.com: „Deluxe Combo Platter stellt einen Karrieretiefpunkt für fast alle dar, die an dieser traurigen Übung im Filmemachen mit fettigen Löffeln beteiligt sind. Abwechselnd düster, albern und abgedroschen, hat dieses Tablett voller filmischer Überbleibsel vielleicht das schlechteste Drehbuch (von Brigitte Talevski) von allem, für das Sie diesen Sommer gutes Geld bezahlen werden.“

## Veröffentlichungen
Die Premiere fand am 30. September 2004 auf dem Vancouver International Film Festival statt, am 31. Oktober 2004 wurde der Film auf dem Scottsdale Film Festival gezeigt. Der Film wurde im Jahr 2006 unter dem Titel Love on the Side in den USA auf DVD veröffentlicht.